# Ixaque ibne Maomé ibne Gania
Ixaque ibne Maomé ibne Gania (Ixak ibn Muhammad ibn Gania; 1183) foi membro dos Banu Gania do século XII.

## Vida
Ixaque era filho de Maomé ibne Ali e neto do emir Ali ibne Iúçufe (r. 1106–1143) e sua esposa, a princesa epônima Gania. Em 1156, assume a posição de emir das ilhas Baleares no lugar de seu pai por um golpe palaciano. Sob seu governo, o pequeno reino enriqueceu pela pirataria às custas de cristãos e as ilhas foram povoadas por refugiados e prisioneiros. Ixaque morreu em 1183 durante uma expedição e seu filho mais velho Maomé II o sucedeu. Ixaque ainda deixou outros três filhos, todos eles futuros emires: Abedalá, Ali e Iáia.